# David Lindsay, 1. Earl of Crawford
David Lindsay, 1. Earl of Crawford (* um 1360; † Februar/März 1407), war ein schottischer Adliger, Höfling und Militär.

## Leben
David gehörte zum Clan Lindsay und war der älteste Sohn von Sir Alexander Lindsay († 1381 auf Kreta), Lord of Glen Esk in Angus, aus dessen 1358 geschlossener ersten Ehe mit Katherine Stirling. David war bereits zum Knight Banneret geschlagen worden, als er nach dem Tod seines Vaters 1381 als Lord of Glen Esk dessen Ländereien erbte.
Er war ein Höfling Königs Roberts II. († 1390). 1375 verlobte er sich mit dessen Tochter Elizabeth (auch Jean oder Katherine genannt) und heiratete diese spätestens 1385. Vermutlich als Mitgift erhielt er Strathnairn Castle bei Daviot in Inverness-shire. Unter Robert II. amtierte er 1389 kurzzeitig als Justiciar north of Forth.

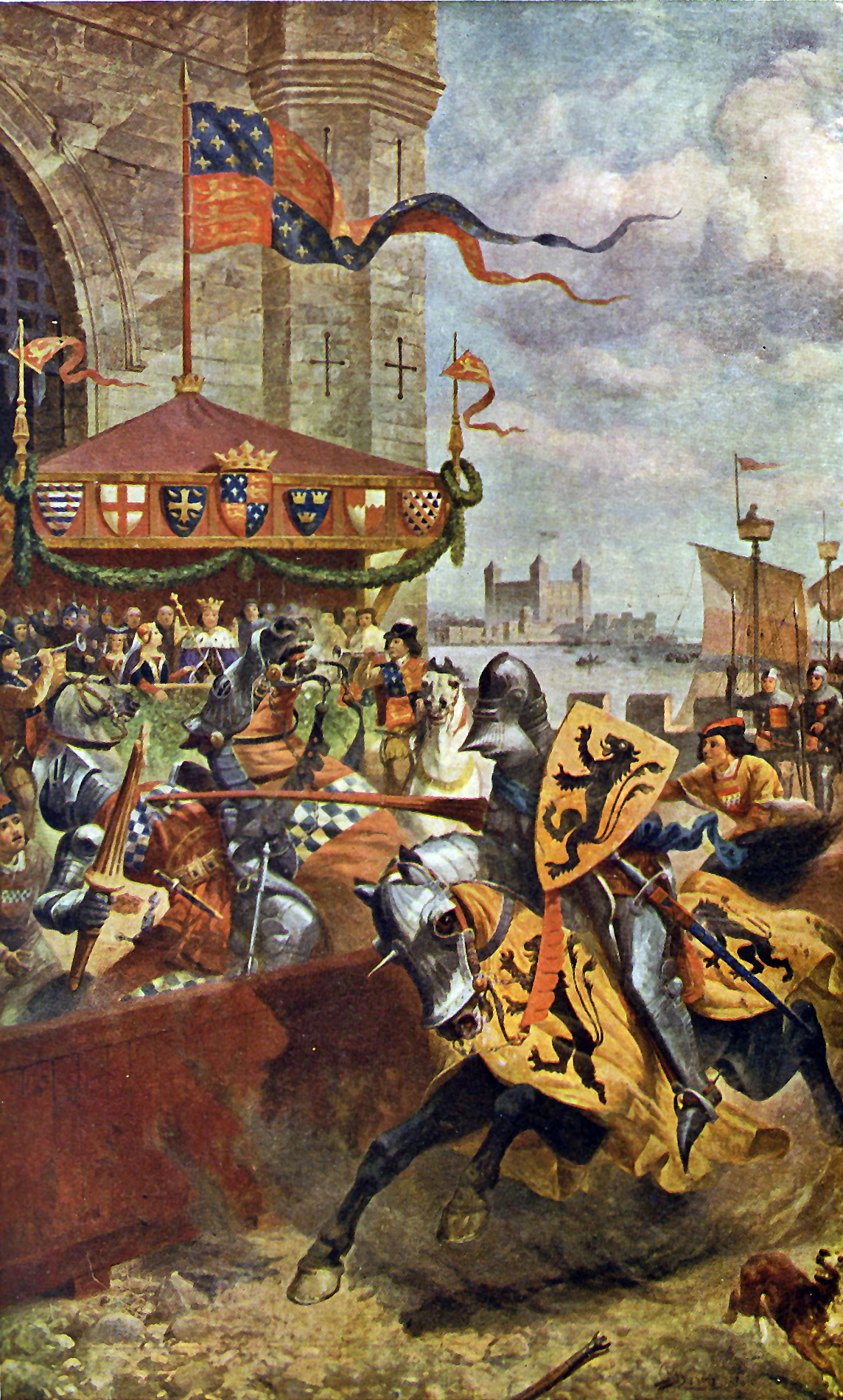
Solemn Joust on London Bridge, romantisierende Darstellung von Richard Beavis (1824–1896) um 1886

Lindsay war ein bekannter Turnierchampion, der am Georgstag 1390 in einem bemerkenswerten Tjost-Duell auf der London Bridge gegen den englischen Champion John Welles, 5. Baron Welles kämpfte. In diesem Duell warf Lindsay Welles so leicht vom Pferd, dass die Menge zu rufen begann, er habe sich an seinem Sattel festgenagelt. Um zu beweisen, dass dem nicht so war, sprang Lindsay in voller Rüstung vom Pferd und wieder zurück auf sein Pferd. Viele Historiker sind der Ansicht, dass Lindsay auch der Organisator der Schlacht der Clans in Perth (Battle of the North Inch) im Jahr 1396 war.
1397 erbte er von seinem Cousin Sir James Lindsay († 1397) die feudale Baronie Crawford in Lanarkshire. Am 21. April 1398 verlieh ihm sein Schwager König Robert III. den Titel eines Earl of Crawford.
Am 3. Januar 1402 verpflichtete er sich, Louis de Valois, duc d’Orléans zu dienen, und befand sich danach mit einer französischen Flotte in A Coruña. Vor Oktober 1403 wurde er zum Admiral von Schottland ernannt. 1404 und 1406 reiste er als schottischer Diplomat nach England. Zeitweise amtierte er auch als Sheriff von Banffshire.
Lord Crawford starb 1407 auf Finavon Castle und wurde in der Franziskanerkirche in Dundee beigesetzt.

## Nachkommen
Aus seiner Ehe mit Elizabeth Stewart hatte er mindestens vier Kinder:
- Elizabeth Lindsay (* 1381), ⚭ 1400 Robert Erskine, 1. Lord Erskine;
- Alexander Lindsay, 2. Earl of Crawford (um 1387–um 1439);
- David Lindsay, Lord of Newdosk;
- Gerard Lindsay († vor 1421).

Earl David und Elizabeth Stewart werden in vielen Aufzeichnungen fälschlicherweise auch weitere Kinder zugeschrieben, darunter:
- Marjorie Lindsay, die als Ehefrau von Sir William Douglas of Lochleven gilt. Dies ist ein Fehler, da Marjory Stewart tatsächlich zunächst mit Sir Alexander Lindsay of Glenesk (Davids Stiefmutter) und später mit Sir Henry Douglas of Lochleven verheiratet war, durch den sie die Mutter von Sir William Douglas wurde.
- Isabella Lindsay (* 1407), die Sir John Maxwell heiratete. Tatsächlich war dies die Tochter von Sir James Lindsay of Crawford (Onkel von Earl David) und dessen Frau Egidia, auch bekannt als Giles Stewart.
- Ingelram Lindsay, Bischof von Aberdeen († 1458). Ingram Lindsay wurde aufgrund seiner unehelichen Geburt dispensiert; er wurde von Alexander Lindsay, 2. Earl of Crawford, als Verwandter anerkannt und könnte ein Sohn von Earl David gewesen sein, jedoch eindeutig nicht von Elizabeth Stewart.